# Stollbergerforst
Stollbergerforst är ett kommunfritt område i Landkreis Schweinfurt i Regierungsbezirk Unterfranken i förbundslandet Bayern i Tyskland.